# Burke Island
Burke Island ist eine mit Eis bedeckte, unbewohnte Insel in der Amundsensee vor der Walgreen-Küste des westantarktischen Marie-Byrd-Lands. Sie hat eine Fläche von etwa 334,43 km², was einer Länge von 30,57 km so wie einer ungefähren Breite von 10,94 km entspricht. Sie liegt etwa 58,52 km südwestlich vom Kap Waite am Ende der King-Halbinsel.
Luftaufnahmen der Flugstaffel VX-6 der United States Navy im Jahre 1960 dienten ihrer Kartierung. Das Advisory Committee on Antarctic Names benannte sie 1961 nach Arleigh Burke (1901–1996), damaliger Chief of Naval Operations.